# Xã Ball Hill, Quận Griggs, Bắc Dakota
Xã Ball Hill (tiếng Anh: Ball Hill Township) là một xã thuộc quận Griggs, tiểu bang Bắc Dakota, Hoa Kỳ. Năm 2010, dân số của xã này là 55 người.